# Signál (Podorlická pahorkatina)
Signál je vrchol v České republice ležící v Podorlické pahorkatině.

## Poloha
Signál se nachází východně od Slavíkova asi 1,5 kilometru jihozápadně od Hronova a pět kilometrů severně od Náchoda. Je součástí výrazného hřebenu Červenokostelecké pahorkatiny táhnoucího se severojižním směrem mezi oběma výše zmíněnými městy. Signál je výraznějším vrcholem v jeho severní části.

## Vodstvo
Vrch spadá do povodí řeky Metuje, která protéká pod jeho východním svahem. Západní svah odvodňují potoky vlévající se do jejího pravého přítoku Radechovky.

## Vegetace
Kromě několika nevelkých křovisek pokrývá vrcholovou partii souvislé pole. Prudký východní svah spadající do údolí Metuje je zalesněn. Díky absenci vyššího porostu je z vrcholu dobrý kruhový rozhled.

## Komunikace
Západně od vrcholu je svahem vedena silnice Náchod – Pavlišov – Hronov, ze které zde odbočuje silnice do Slavíkova a Horní Radechové. Východně prochází účelová asfaltová komunikace napojená v obou koncích na výše uvedenou silnici, kterou sleduje červeně značená Jiráskova cesta rovněž spojující Náchod s Hronovem. Severovýchodně od vrcholu prochází rozcestím se žlutě značenou trasou 7250 Horní Radechová - Velké Poříčí.

## Stavby
Ve vrcholovém prostoru stojí dvojice těžkých objektů vybudovaných v rámci výstavby československého opevnění proti nacistickému Německu před druhou světovou válkou. Pěchotní srub T-S 1a Kóta A stojí přímo v prostoru vrcholu a pěchotní srub T-S 1b Kóta B stojí v prostoru kóty 496 m. Kromě nich zde stojí volně přístupná rozhledna Na Signálu.